# Theretra gnoma
Theretra gnoma là một loài bướm đêm thuộc họ Sphingidae. Nó được tìm thấy ở Ấn Độ.
Nó rất giống với loài Theretra clotho clotho, nhưng màu nhạt hơn. Phía trên cánh dưới có một khu vực rìa màu nhạt rộng hơn ở loài Theretra clotho clotho, gần rộng như ở loài Theretra clotho celata.